# ابن الشيخ (فلم 1926)
ابن الشيخ (بالإنجليزية: The Son of the Sheik) فيلم مغامرات أمريكي صامت، عرض عام 1926 من إخراج جورج فيتزموريس وبطولة رودلف فالنتينو، فيلما بانكي.

## روابط خارجية
- ابن الشيخ على موقع IMDb (الإنجليزية)
- ابن الشيخ على موقع الموسوعة البريطانية (الإنجليزية)
- ابن الشيخ على موقع روتن توميتوز (الإنجليزية)
- ابن الشيخ على موقع نتفليكس (الإنجليزية)
- ابن الشيخ على موقع أول موفي (الإنجليزية)
- ابن الشيخ على موقع فيلمافينيتي (الإسبانية)
- ابن الشيخ على موقع قاعدة بيانات الفيلم (الإنجليزية)
- ابن الشيخ على موقع ليتربوكسد (الإنجليزية)
- ابن الشيخ على موقع كينوبويسك (الروسية)